# Parafia św. Jana Nepomucena w Dubnie

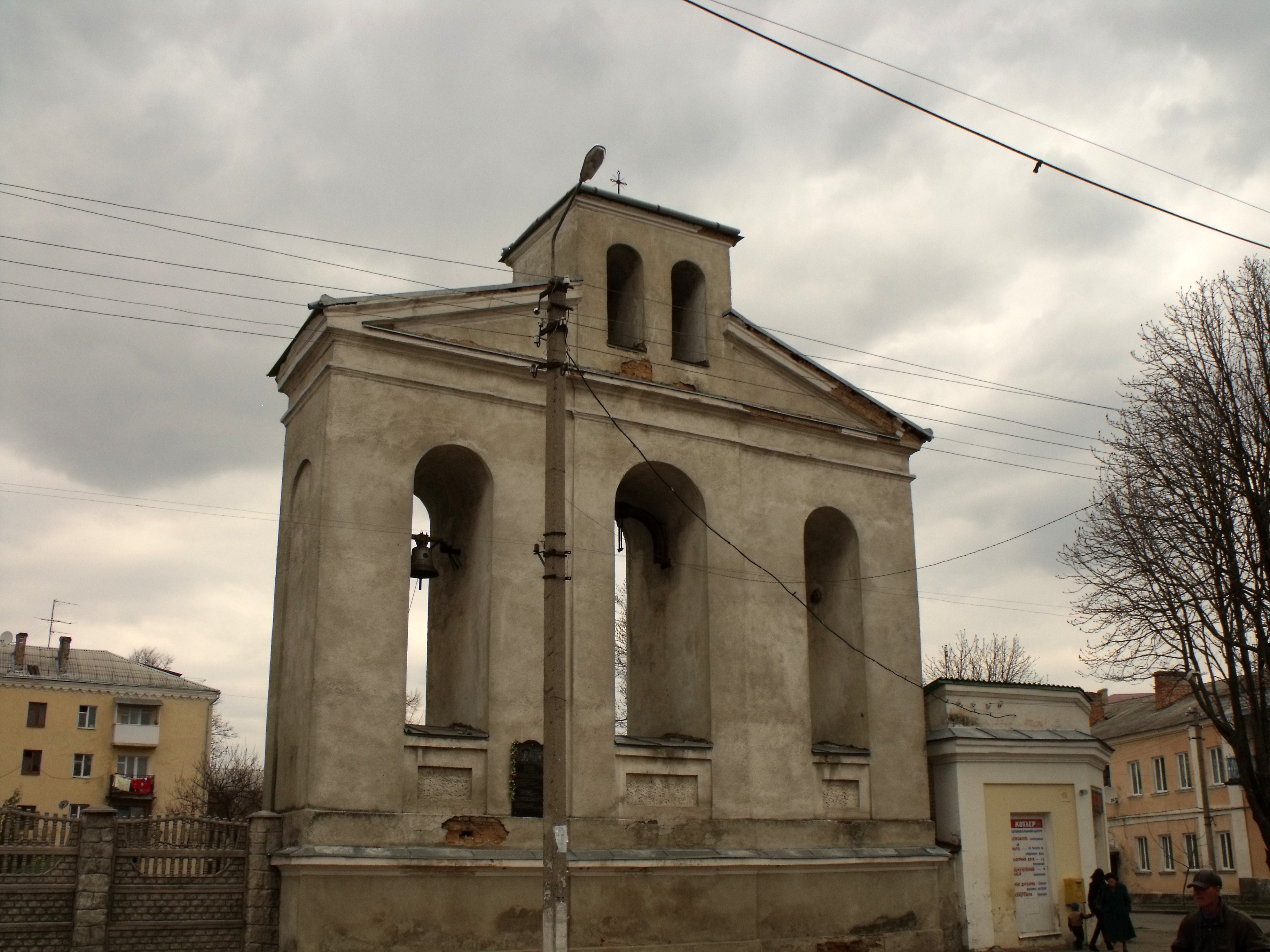
Zabytkowa dzwonnica

Parafia św. Jana Nepomucena w Dubnie – parafia rzymskokatolicka w Dubnie, należy do dekanatu Równe w diecezji łuckiej.
Parafia katolicka powstała w Dubnie przed 1612. Drewniany kościół parafialny przetrwał do 1811. Na jego miejscu  wzniesiono murowany klasycystyczny kościół. W 1945 świątynia została odebrana miejscowej wspólnocie katolickiej i zaadaptowana na szkołę sportową, w zakrystii zrobiono prysznice i toalety. Wyposażenie wnętrza wraz z organami zostało wywiezione w latach 60 XX wieku. Nie zachowało się siedem  bogato zdobionych ołtarzy kościelnych zniszczonych przez ukraińskich komunistów. Parafia katolicka odzyskała zrujnowany kościół w 1992 i rozpoczęła remont, który trwa do dzisiaj. Na fasadzie budynku znajduje się figura Chrystusa. W sąsiedztwie budynku wznosi się dzwonnica zdobiona gzymsami i szczytem.

## Duszpasterze

### Proboszczowie
- ks. Tadeusz Bernat - od 1996 r. do ?
- ks. Aleksander Hamalijczuk - od 2000 r.
- ks. Grzegorz Oważany - od 2008 r[1].

### Wikariusz
- ks. Marcin Jacek Ciesielski - od 2015 r. [1]